# Josef Meissner
Josef Meissner (Praga, 21 d'octubre de 1893 - ?) fou un entrenador de futbol txec de la dècada de 1930.
Fou l'entrenador de la selecció de futbol de Txecoslovàquia que participà en la Copa del Món de França de 1938.